# Rudy Hansen
 Der er flere personer med dette navn, se Rudolf Hansen.
Rudolf Constantin "Rudy" Hansen  (født 13. november 1888 i København, død april 1977 i Douglas, Arizona, USA) var en dansk atlet og litograf medlem af AIK 95 i København.
Rudy Hansen deltog som 19-årig i maratonløbet ved OL 1908 i London og genemførte på 26.plads i tiden 3,53,15.
I begyndelsen af 1900-tallet havde man en forkærlighed for lange og udmarvende konkurrencer. En af disse var løbet "Sjælland Rundt", som var på 56 danske mil (knap 422 km), løbet skulle gennemføres hurtigst muligt, og deltagerne måtte selvom, hvornår de ville hvile, spise og drikke. Løbet vandtes 1910 af Rudy Hansen på 99 1/2 time, hvilket svarer til cirka 100 km per døgn i de godt fire, det varede. I forbindelse med løbet var det meget omtalt, at Rudy Hansen var vegetar og han rejste efterfølgende rundt for at agitere for vegetarianisme.
I efteråret 1913 emigrerede Rudy Hansen till Chicago og bosatte sig senere i New York. Han døde i Arizona 1977. Rudy Hansen var søn af fagforeningsaktivisten Lycinka Hansen, der boede i Chicago, da han flyttede dertil.